# كأس إسكتلندا 1983–84
كأس اسكتلندا 1983–84 (بالإنجليزية: 1983–84 Scottish Cup)‏ هو موسم من كأس اسكتلندا. فاز فيه نادي أبردين.